# Teobald III. Šampanjski
Teobald III. Šampanjski (francosko: Thibaut III de Champagne)
, grof Šampanje od leta 1197 do smrti, * 13. maj 1179,  24. maj 1201, Troyes,Šampanja.

## Življenjepis
Teobald je bil mlajši sin Henrika I. Šampanjskega in Marije, hčerke Ludvika VII. Francoskega in Eleonore Akvitanske. Grofijo Šampanjo je nasledil leta 1197 po smrti starejšega brata Henrika II.
Septembra 1198 je s kraljem Filipom II. Francoskim podpisal listine, s katerimi sta vzajemno določila pravice Judov in poravnala dolgove, ki jih je imel Filip II. do Teobalda Šampanjskega zaradi zaposlovanja njegovih Judov. Podpisani zakoni so bili so bili kasneje dopolnjeni z listinami, ki so jih podpisali v letih 1198 do 1231.
Leta 1198 je papež Inocenc III. sklical četrto križarsko vojno, za katero je bilo na začetku bolj malo zanimanja. 28. novembra 1199 so se na turnirju na Teobaldovem gradu Ecry-sur-Aisne zbrali številni franoski plemiči, med katerimi je bil tudi pridigar Fulk Neuillyjski. Udeležanci so se odločili za križarsko vojno in za svojega voditelja izvolili Teobalda. Teobald je naslednje leto umrl, zato so za novega voditelja so izbrali Bonifacija I. Montferraškega. 

## Družina
Teobald se leta 1195 v Chartresu poročil s princeso Blanko Navarrsko. Leta 1200 se jima je rodila hčerka, ki je kmalu po rojstvu umrla. Teden dni po Teobaldovi smrti se je rodil še sin in naslednik Teobald IV. Blanka je kot vdova nasledila njegovih sedem gradov (Épernay, Vertus, Sézanne, Chantemerle, Pont-sur-Seine, Nogent-sur-Seine in Méry-sur-Seine) z vsemi  pripadajočimi posestmi. Naslednjih 21 let je bila regentka in se je v korist svojega mladoletnega sina borila za njegovo dediščino, za katero sta se potegovali tudi njegovi sestrični Alicija in Filipa, hčerki grofa Henrika II.

## Smrt
Teobald je umrl leta 1201 v Troyesu zaradi tifusa, star komaj 22 let. Pokopan je poleg svojega očeta v cerkvi sv. Štefana v Troyesu.